# Episodi di Modern Love
La prima stagione di Modern Love è stata pubblicata su Prime Video il 18 ottobre 2019.
| nº | Titolo originale                                  | Titolo italiano                                      | Prima TV UK     | Prima TV Italia |
| -- | ------------------------------------------------- | ---------------------------------------------------- | --------------- | --------------- |
| 1  | When the Doorman Is Your Main Man                 | Quando il portiere è il tuo migliore amico           | 18 ottobre 2019 | 18 ottobre 2019 |
| 2  | When Cupid Is a Prying Journalist                 | Quando Cupido è una giornalista indiscreta           | 18 ottobre 2019 | 18 ottobre 2019 |
| 3  | Take Me as I Am, Whoever I Am                     | Prendimi come sono, chiunque io sia                  | 18 ottobre 2019 | 18 ottobre 2019 |
| 4  | Rallying to Keep the Game Alive                   | Riunirsi per tenere vivo il gioco                    | 18 ottobre 2019 | 18 ottobre 2019 |
| 5  | At the Hospital, an Interlude of Clarity          | In ospedale, una parentesi di lucidità               | 18 ottobre 2019 | 18 ottobre 2019 |
| 6  | So He Looked Like Dad. It Was Just Dinner, Right? | E così sembrava, papà. Ma era solo una cena, giusto? | 18 ottobre 2019 | 18 ottobre 2019 |
| 7  | Hers Was a World of One                           | Il suo era un mondo per una                          | 18 ottobre 2019 | 18 ottobre 2019 |
| 8  | The Race Grows Sweeter Near Its Final Lap         | La corsa diventa più dolce vicino all'ultimo giro    | 18 ottobre 2019 | 18 ottobre 2019 |

## Quando il portiere è il tuo migliore amico
- Titolo originale: When the Doorman Is Your Main Man
- Diretto da: John Carney
- Scritto da: John Carney

### Trama
L'episodio segue le vicende di Maggie, una giovane donna in cerca una relazione stabile a New York; il suo portiere Guzmin la tiene d'occhio durante i suoi tentativi, disapprovando ogni uomo che con cui ha una relazione e dimostrando di avere puntualmente ragione. Dopo una breve storia, Maggie resta incinta e viene assistita da Guzmin durante la gravidanza, trasferendosi in California dopo la nascita della bambina per un'opportunità di lavoro. Qualche anno dopo, la donna fa ritorno a New York con la figlia e si ricongiunge con Guzmin, il quale dà finalmente l'approvazione per il nuovo fidanzato della donna.

## Quando Cupido è una giornalista indiscreta
- Titolo originale: When Cupid Is a Prying Journalist
- Diretto da: John Carney
- Scritto da: John Carney

### Trama
La giornalista Julie intervista Joshua, un giovane di successo per aver fondato una nuova app di incontri di grande successo. Concludendo l'intervista, Julie gli chiede se sia mai stato innamorato e Joshua confessa di aver avuto un vero amore, ma di averlo capito troppo tardi; tramite un flashback si segue quindi la sua relazione con Emma, che lasciò dopo che lei lo tradì con un suo ex. Julie racconta successivamente di un suo tentativo fallito di riunirsi con il suo primo amore pur possedendo una famiglia e incita Joshua a non lasciare niente di intentato e non concluso, provando a ricontattare Emma. Grazie all'articolo di Julie, Emma comprende i sentimenti di Joshua e i due si rincontrano dove tutto era iniziato.

## Prendimi come sono, chiunque io sia
- Titolo originale: Take Me as I Am, Whoever I Am
- Diretto da: John Carney
- Scritto da: John Carney

### Trama
Lexi, in procinto di utilizzare un sito di incontri online, riflette brevemente sul suo passato; affetta da bipolarità da quando aveva quindici anni, cerca di nascondere il suo disturbo agli altri nonostante si trovi ad alternare periodi di profonda depressione ad altri allegri e svagati in cui cerca di compensare tutte le attività a cui è impedita nei suoi momenti bui. Ciò la porta ad avere dei grossi problemi nel relazionarsi con gli altri, in particolare concentrandosi sulla sua fallimentare relazione con Jeff. In seguito alla separazione, Lexi capisce che deve essere più aperta con gli altri riguardo al suo disturbo per dar loro l'opportunità di conoscerla in entrambi i suoi momenti allegri e depressi. Dopo essersi confidata al riguardo con una collega, che accoglie pienamente la sua amicizia in ogni caso, decide quindi di parlare della sua bipolarità sul suo profilo.

## Riunirsi per tenere vivo il gioco
- Titolo originale: Rallying to Keep the Game Alive
- Diretto da: Sharon Horgan
- Scritto da: Sharon Horgan

### Trama
Sarah e Dennis sono una coppia sposata con due figli; sebbene il loro rapporto sia ormai parecchio travagliato, cercano di restare uniti per i ragazzi condividendo sedute di coppia e provando a condividere interessi personali come il tennis; quando il matrimonio sembra finito, Sarah confessa infine che la sua frustrazione è dovuta all'egoismo del marito attore che l'ha sempre tenuta fuori dalle parti più divertenti della sua vita, al che Dennis riconosce i suoi errori, ristabilendo il loro rapporto.